# Рамирес, Мэнни
Мануэль Аристайдс Мэнни Рамирес Онельсида (исп. Manuel Arístides «Manny» Ramírez Onelcida, род. 30 мая 1972 года) — доминикано-американский профессиональный бейсболист, выступающий на позиции аутфилдера и назначенного бьющего. Рамирес выступал в Главной лиге бейсбола за такие команды, как «Кливленд Индианс», «Бостон Ред Сокс», «Лос-Анджелес Доджерс», «Чикаго Уайт Сокс» и «Тампа Бэй Рейс». В настоящее время является свободным агентом. Рамирес считается одним из лучших отбивающих в МЛБ, он девять раз получал награду Сильвер Слаггер и является одним из 24 членов клуба 500 хоум-ранов. За свою карьеру он выбил 21 грэнд слэм, что является третьим показателем в истории МЛБ, а его 29 хоум-ранов в играх плей-офф являются рекордом в МЛБ. Рамирес 12 раз участвовал в матчах всех звёзд МЛБ.
Рамирес оказался в группе 104 бейсболистов, к которых нашли запрещённые препараты в результате допинг-контроля 2003 года. В 2009 году он был отстранён на 50 игр за приём запрещённых препаратов. В 2011 году МЛБ объявило, что Рамирес вновь не прошёл допинг-контроль. 8 апреля он решил покинуть МЛБ вместо того, чтобы отбывать 100-матчевую дисквалификацию.